# Stenus vista
Stenus vista är en skalbaggsart som beskrevs av Ivan T. Sanderson. Stenus vista ingår i släktet Stenus och familjen kortvingar. Inga underarter finns listade i Catalogue of Life.